# Большая Осиновка (Волгоградская область)
Большая Осиновка — хутор в Клетском районе Волгоградской области России, входит в состав Верхнечеренского сельского поселения.

## География
Расположен на реке Куртлак. Примыкает к южным окраинам хутора Верхнечеренский, находится в 32 км к юго-западу от станицы Клетская.

## Население
| 2010 |
| ---- |
| 226  |